# 奧萊克西伊夫卡 (赫梅利尼茨基州)
49°35′38″N 27°27′6″E / 49.59389°N 27.45167°E
奧萊克西伊夫卡（羅馬化：Oleksiivka）是位於烏克蘭西部的村莊，由赫梅利尼茨基州赫梅利尼茨基區舊西尼亞瓦市鎮負責管轄。該村始建於1640年，面積3.37平方公里，海拔高度289米，2001年人口685。